# Thomas Sterry Hunt
Thomas Sterry Hunt (Norwich (Connecticut), 5 de setembro de 1826 — Nova Iorque, 12 de fevereiro de 1892) foi um geólogo e químico estadunidense.
Seu pai faleceu quando ele tinha 12 anos de idade, e ele foi forçado a buscar um meio de sobrevivência. Em dois anos encontrou emprego em um escritório de impressão, na loja de um farmacêutico, numa livraria e como balconista. Interessou-se por ciências naturais, especialmente em química e medicina, e em 1845 foi eleito membro da Association of American Geologists and Naturalists em Yale, que 4 anos depois tornou-se a Associação Americana para o Avanço da Ciência.
Morreu em 1892 por conta de um novo surto da pandemia de gripe de 1889-1890 ("gripe russa").

## Obras
- Chemical and Geological Essays (1875, 2ª ed. 1879)
- Mineral Physiology and Physiography (1886)
- A New Basis for Chemistry (1887, 3ª ed. 1891)
- Systematic Mineralogy (1891)

## Organizações das quais foi presidente
- Associação Americana para o Avanço da Ciência (1870)
- American Institute of Mining Engineers (1876)
- American Chemical Society (1879 e 1888)
- Sociedade Real do Canadá (1884)